# Kokura
Kokura (小倉市, Kokura-shi) é, atualmente,  um distrito da cidade japonesa de Kitakyushu, situada no norte da ilha de Kyushu.

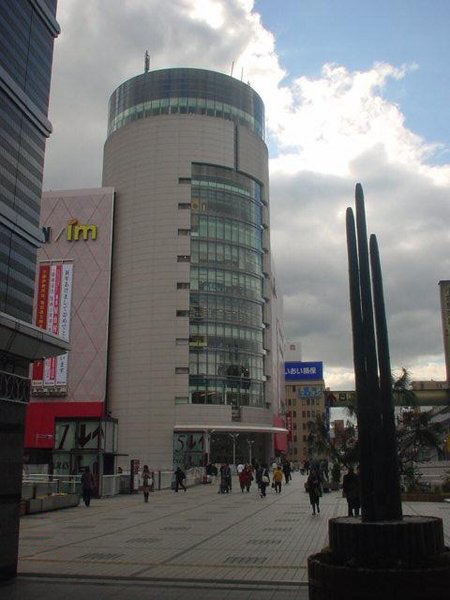
Kokura

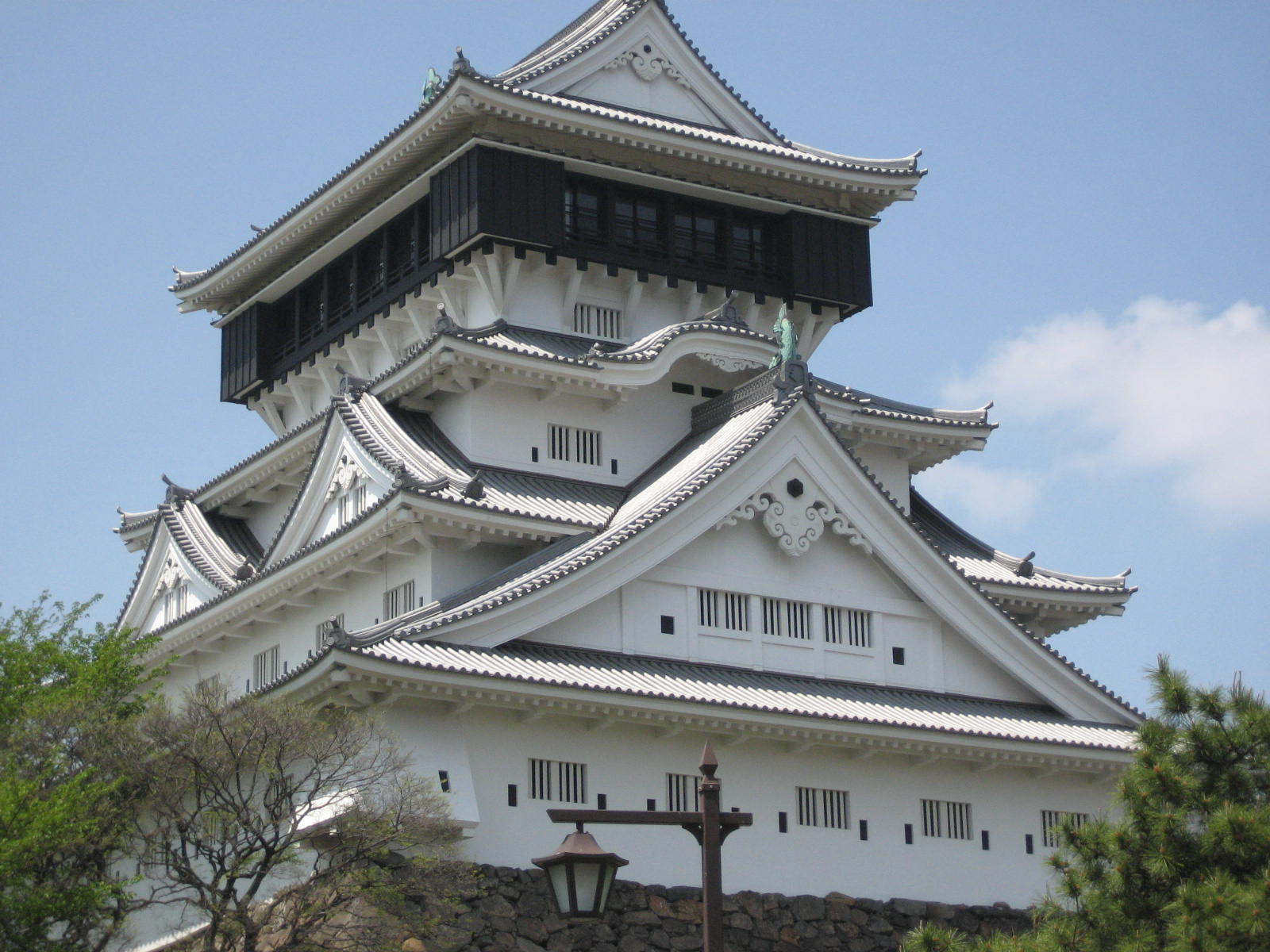
Castelo de Kokura

Possuía status de cidade autônoma até 10 de Fevereiro de 1963, quando se fundiu com outras quatro pequenas cidades (Moji, Tobata, Wakamatsu e Yahata) para formar a atual Kitakyushu.
Em 1945, nos estertores da II Guerra Mundial, a cidade foi incluída nas duas listas de alvos atômicos americanos. Era o alvo secundário da primeira bomba atômica ("Little Boy"), mas a mesma veio a ser lançada no mesmo dia (6 de Agosto sobre a cidade de Hiroshima, que era o alvo principal.
Já em relação à segunda bomba atômica ("Fat man"), lançada a 9 de agosto daquele ano, a cidade era considerada alvo principal, porém, devido à falta de visibilidade atmosférica (tempo chuvoso e nublado), o avião americano rumou para Nagasaki, que era o alvo secundário, vindo aí a largar a bomba.
Criou-se então, na cultura americana, a referência à "sorte de Kokura", que se transformou em provérbio para designar situações ou fatos que, a princípio, podem parecer desagradáveis, mas que, analisando em retrospecto, se não fossem por elas, outro destino bem pior se sucederia (como acontece com pessoas que reclamam da perda de um voo devido a problemas de trânsito, e, sucede que a aeronave vem a despenhar-se).
Assim, apesar de ter sido um alvo (principal e secundário) para os bombardeios atômicos americanos, Kokura salvou-se de ambas as bombas, em especial ao segundo.